# 하인리히 호프만 (1910년)
하인리히 호프만(독일어: Heinrich Hoffmann, 1910년 8월 17일 ~ 1998년 1월 29일)은 독일의 해군 군인이다. 제2차 세계 대전 당시 전쟁해군의 초계함장(중령급)까지 승진했으며 곡엽 기사십자 철십자장 수훈자이다.
제2차 세계 대전 이후 독일 연방방위군에 합류하였고 1961년 제1구축전대 전대장이 되었다.